# Socialdemokratiska partiet (Serbien)
Socialdemokratiska partiet (serbiska: Социјалдемократска партија, förkortat СДП/Socijaldemokratska partija, SDP) är ett politiskt parti i Serbien, bildat i juli 2002 genom samgående mellan Socialdemokrati och Socialdemokratiska unionen.
SDP räknar sina rötter tillbaka till det gamla Serbiska socialdemokratiska partiet och är medlem av Socialistinternationalen.
SDP har i parlamentsvalen deltagit i följande olika valallianser:
- G 17 Plus - Miroljub Labus, i valet den 28 december 2003.
- PFSP - SDP , den 21 januari 2007.
- För ett europeiskt Serbien, i nyvalet i maj 2008.